# Stary cmentarz żydowski w Łomży

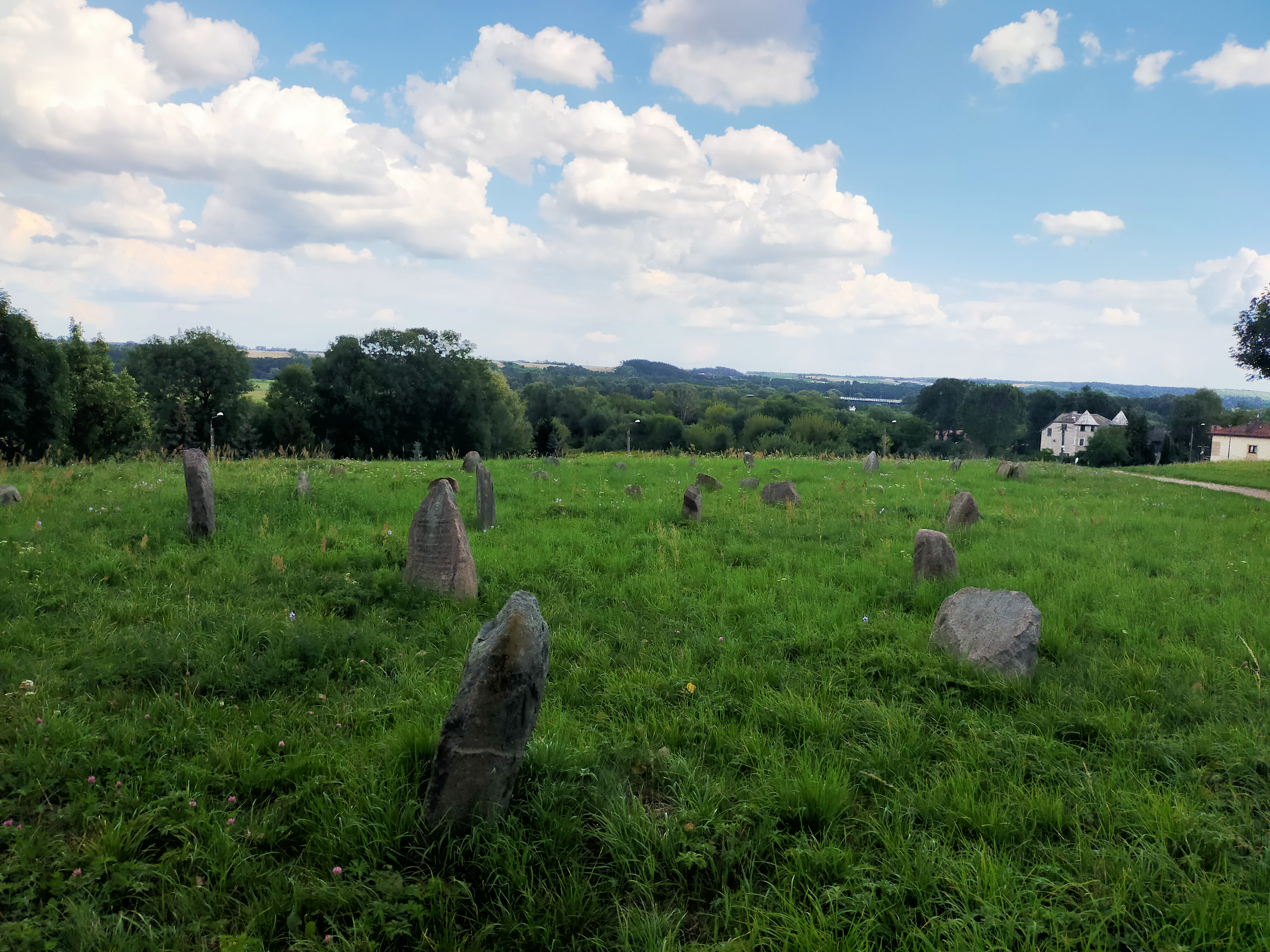
Nagrobki na starym cmentarzu żydowskim

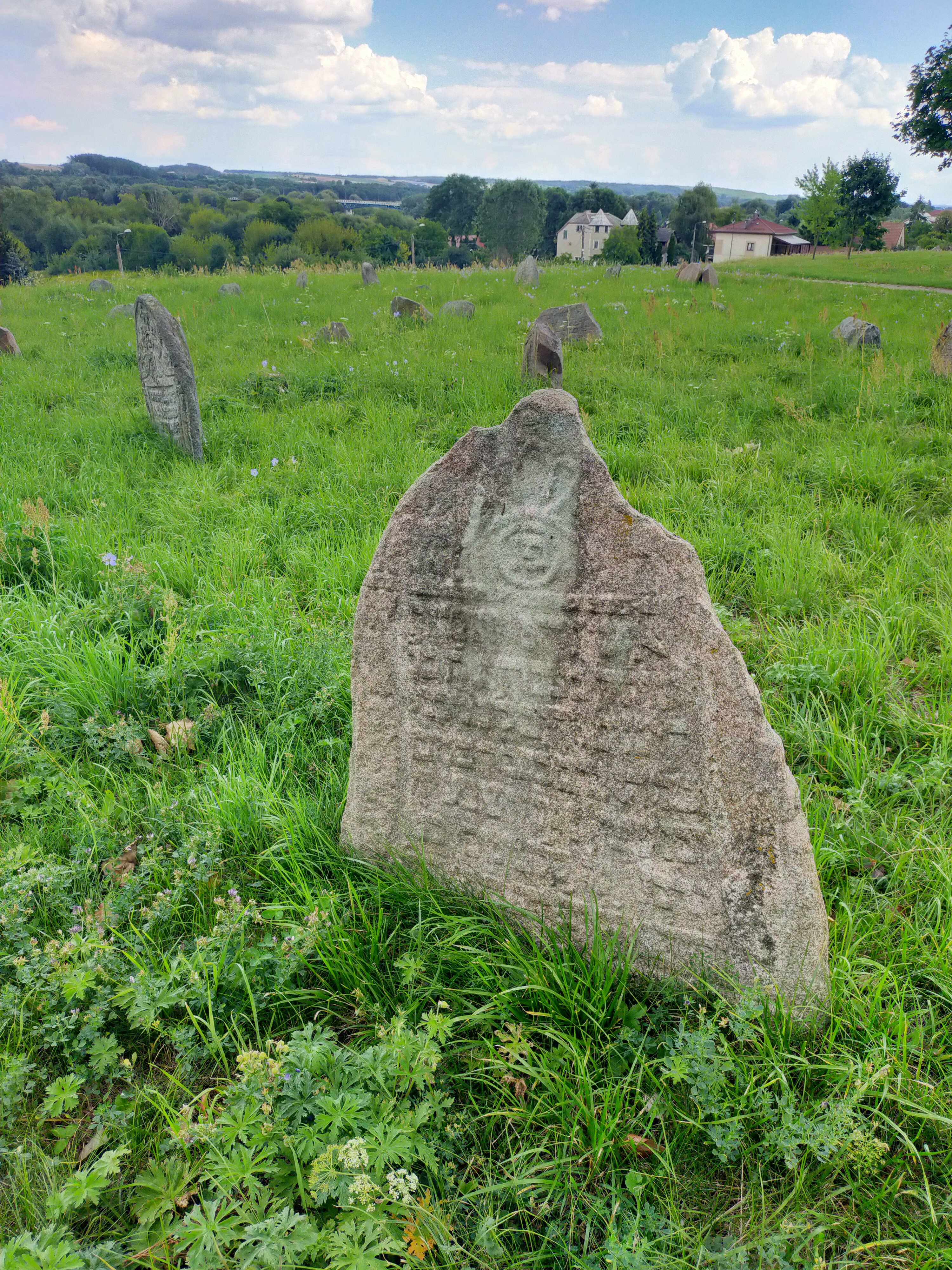
Nagrobki na starym cmentarzu

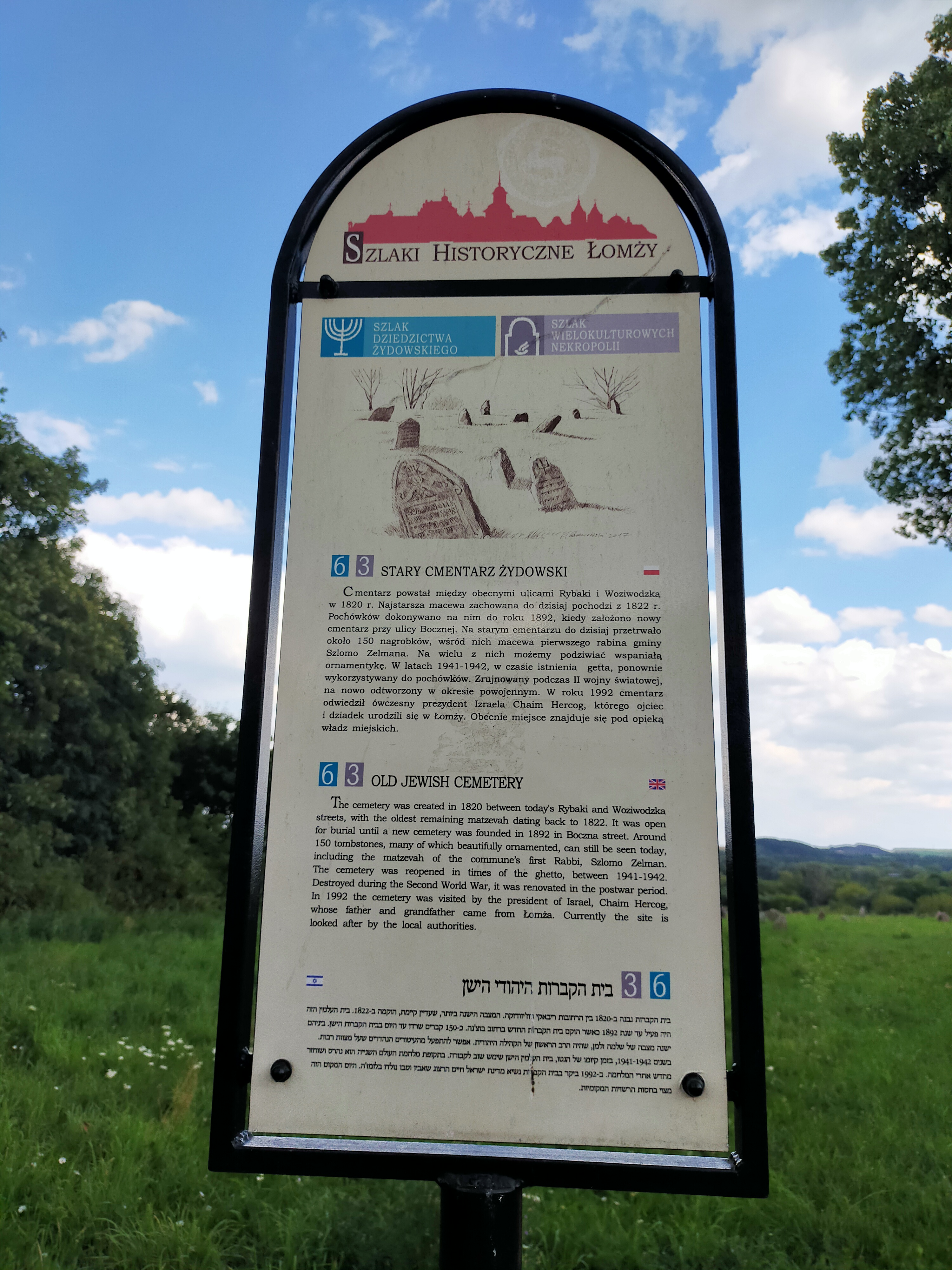
Tablica informacyjna na starym cmentarzu żydowskim

Stary cmentarz żydowski w Łomży – cmentarz znajdujący się w Łomży przy ul. Wodziwodzkiej 52.
Został założony w roku 1830. W 1892 roku władze cywilne zabroniły grzebać zmarłych na cmentarzu, bo był już przepełniony. Ostatni znany pochówek odbył się tam w 1942 roku. Na powierzchni 1,5 ha zachowało się około 150 nagrobków. Po zamknięciu tego cmentarza zmarli byli chowani na nowym cmentarzu.